# Henry Giroux
Henry Armand Giroux (nascido em 18 de setembro de 1943) é um estudioso e crítico cultural americano. Um dos primeiros teóricos da pedagogia crítica nos Estados Unidos, ele é mais conhecido por seu trabalho pioneiro, em público, pedagogia, estudos culturais, estudos de juventude, educação superior, estudos de mídia, e a teoria crítica. Em 2002, Giroux foi definido pela Routledge como um dos 50 principais pensadores da educação no período moderno.
Foi professor universitário de estudos sociais em Barrington, Rhode Island, por seis anos, Giroux também ocupou cargos na Universidade de Boston, Universidade de Miami, e da Universidade de Penn State. Em 2005, Giroux começou a lecionar na Universidade McMaster, em Hamilton, Ontário. publicou mais de 60 livros, 200 capítulos e 400 artigos Ele se notabilizou em 2017 por criticar o governo Trump.